# Las Joyas (Maupassant)
Las Joyas (en francés: Les Bijoux) es un cuento de Guy de Maupassant, publicado en 1883, muy reconocido por el público.

## Historia
La obra apareció por primera vez en la revista Gil Blas el 27 de marzo de 1883, bajo el seudónimo de «Maufrigneuse», y posteriormente fue incluida en el volumen Clair de lune.

## Resumen
El señor Lantin ocupa el puesto de comisario principal en el Ministerio del Interior, con una remuneración anual de tres mil quinientos francos. En una velada organizada por su subalterno, conoce a una joven de carácter apacible y queda perdidamente enamorado de ella.
Quienes la conocen la ensalzan unánimemente: se trata de una belleza discreta y de comportamientos intachables.
Seis años después, Lantin es el esposo más venturoso. Su esposa se muestra siempre atenta y delicada con él, y dirige el hogar con tal eficacia que su vida parece desenvolverse en la mayor comodidad. Solo dos aspectos le desagradan: su pasión por el teatro —aunque ella ha accedido a acudir sola a las funciones vespertinas— y la colección de joyas de escaso valor que atesora.
Una noche, tras regresar de la ópera, la señora Lantin sufre un resfriado que la conduce a la muerte; sus restos se inhumaron una semana más tarde.
Lantin queda sumido en la desesperación y, además, comienza a acumular preocupaciones económicas. El salario que antes les permitía vivir holgadamente resulta ahora insuficiente y contrae deudas, por lo que decide poner a la venta las supuestas baratijas de su esposa. Lleva al joyero un collar que estima valer entre seis y ocho francos; con sorpresa, éste le ofrece dieciocho mil, pues recuerda haberlo vendido en su día por veinticinco mil. Lantin, atónito, se pregunta quién pudo regalarle tales obsequios.
Dominado por el hambre, acepta la oferta del joyero y regresa al día siguiente para desprenderse del resto de las “baratijas”, que en conjunto alcanzan casi doscientos mil francos. Convertido en rentista, presenta su dimisión y contrae un segundo matrimonio con una mujer de reputación intachable, quien, sin embargo, le causará gran desconsuelo.

## Adaptaciones
- 1943: Lumière dans la nuit (Romanze in Moll), película dirigida por Helmut Käutner.

## Ediciones
- Las Joyas, en Maupassant, Cuentos y Cuentos, texto elaborado y comentado por Louis Forestier, ediciones Gallimard, Bibliothèque de la Pléiade, 1974 ISBN 978 2 07 010805 3 .